# 2000年シドニーオリンピックのインド選手団
2000年シドニーオリンピックのインド選手団（2000ねんシドニーオリンピックのインドせんしゅだん）は、2000年9月15日から10月1日にかけてオーストラリアのニューサウスウェールズ州シドニーで開催された2000年シドニーオリンピックのインド選手団、およびその競技結果。

## 概要
今大会は銅メダル1個を獲得した。
ウエイトリフティング女子69kg級でカーナム・マラシワリが銅メダルを獲得した。インド女子選手のオリンピック初メダルとなった。

## メダル
| メダル | 選手名               | 競技                 | 種目       |
| ------ | -------------------- | -------------------- | ---------- |
| 銅     | カーナム・マラシワリ | ウエイトリフティング | 女子69kg級 |